# Shcherbínovski (Krasnodar)
Shcherbínovski (del ruso: Щербиновский) es un posiólok del raión de Shcherbínovski del krai de Krasnodar, en Rusia. Está situado en la costa del golfo de Taganrog del mar de Azov, en el limán Yeiski (desembocadura del río Yeya), 11 km al oeste de Staroshcherbínovskaya y 180 km al norte de Krasnodar, la capital del krai. Tenía 1 783 habitantes en 2010.
Es cabeza del municipio Shcherbinovskoye, al que pertenecen asimismo Séverni, Vostochni y Prilimanski.

## Historia
En 1932 se estableció un sovjós dedicado a la cría de ganado porcino.